# Naugachhia
Naugachhia é um cidade no distrito de Bhagalpur, no estado indiano de Bihar.

## Geografia
Naugachhia está localizada a 25° 24′ N, 87° 06′ L. Tem uma altitude média de 25 metros (82 pés).

## Demografia
Segundo o censo de 2001, Naugachhia tinha uma população de 38.288 habitantes. Os indivíduos do sexo masculino constituem 54% da população e os do sexo feminino 46%. Naugachhia tem uma taxa de literacia de 48%, inferior à média nacional de 59,5%: a literacia no sexo masculino é de 56% e no sexo feminino é de 38%. Em Naugachhia, 19% da população está abaixo dos 6 anos de idade.